# El Dorado Hills, Kalifornien
El Dorado Hills är en ort (CDP) i El Dorado County, i delstaten Kalifornien, USA. Enligt United States Census Bureau har orten en folkmängd på 42 108 invånare (2010) och en landarea på 125 km².